# Lago Ossiach
El lago Ossiach (en alemán: Ossiacher See, esloveno: Osojsko jezero) es un lago en el estado austriaco de Carintia. Es el tercer lago más grande del estado, superado solo por el lago Wörth y el lago Millstatt.  

## Geografía

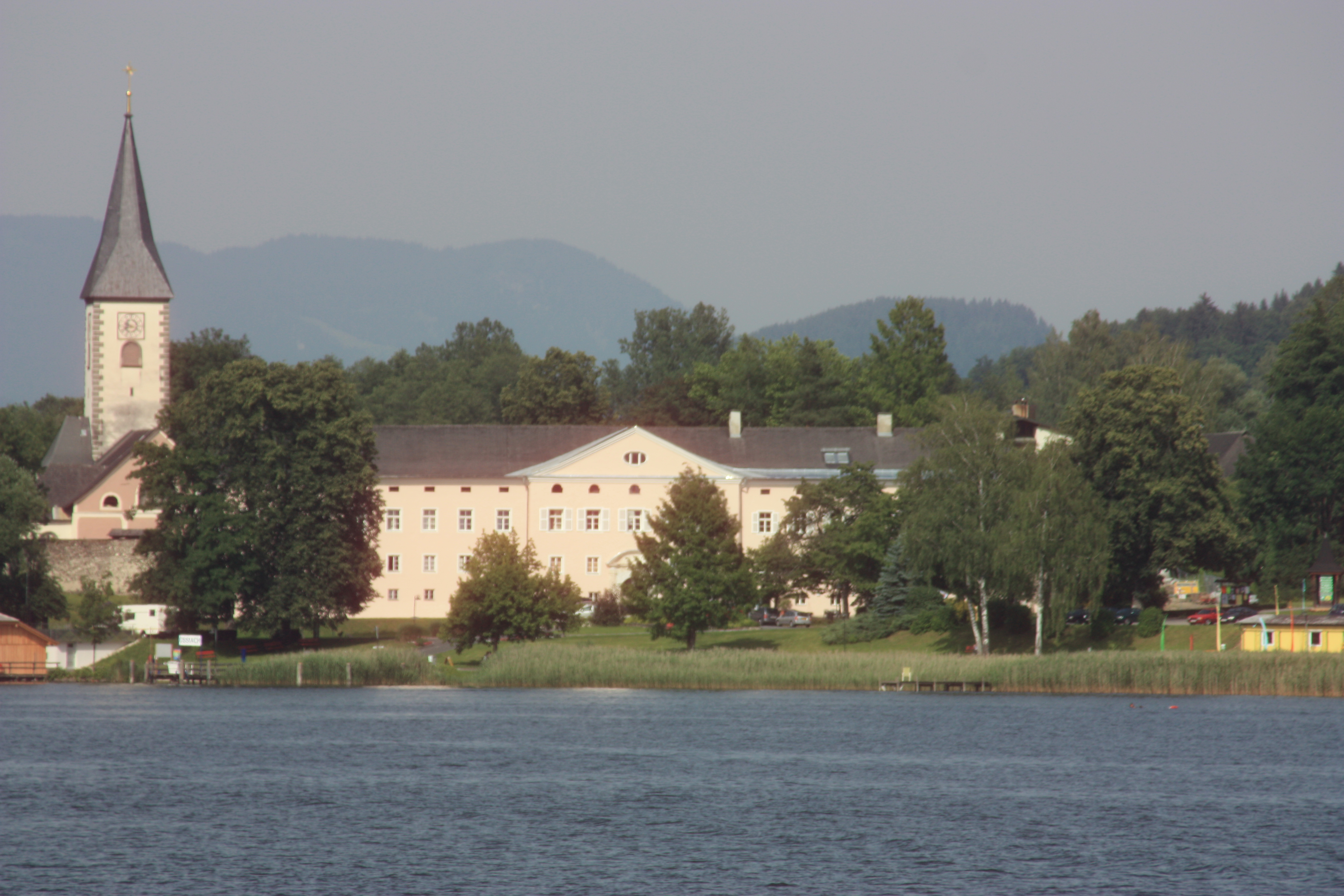
Abadía de Ossiach

Está situado en la cordillera sur de las montañas Nock de los Alpes Gurktal a lo largo de la carretera de Villach a Feldkirchen, a una altura de 501 m AA. Alcanza una profundidad máxima de 52.6 m, el área  es de aproximadamente 10.8 km² 
El lago Ossiach es un lago dimíctico con períodos de mezcla de aguas en primavera y finales de otoño. En verano las aguas alcanzan los 28 °C en la superficie. Varias partes deshabitadas de la costa están protegidas como reservas naturales. La entrada principal es el arroyo Tiebel en la bahía oriental, donde la zona encharcada de Bleistatt se está actualmente naturalizando. El lago desemboca a través del arroyo Seebach hasta el río Drava.
Hay cinco pueblos principales que rodean el lago, todos ellas principalmente dependientes del turismo de verano: Annenheim y Sattendorf, ambas partes del municipio de Treffen, Bodensdorf y Steindorf, todas ubicadas en la costa norte, así como Ossiach con la abadía de Ossiachama. El monte Gerlitzen en la costa norte se eleva hasta 1,909 m ofreciendo vistas panorámicas de las montañas circundantes. Desde Annenheim se puede llegar al pico Kanzelhöhe en un teleférico construido en 1928 por la empresa de ingeniería Bleichert.